# Kitty Curtiz
Kitty Curtiz, eigentlich Katherine Kertesz, auch Kitty Curtiz-Eberson und Kitty Doraine (* 25. November 1915 in Budapest; † 31. Dezember 2006 in Krems an der Donau), war eine Sängerin, Lyrikerin und Autorin.

## Leben
Katherine ‚Kitty‘ Curtiz war die Tochter der Stummfilmschauspielerin Lucy Doraine und des Filmregisseurs Michael Curtiz. 1930 holte ihr Vater sie zu sich nach Hollywood, davor hatte sie in Berlin bei ihrer Mutter gelebt. In ihrer Jugend in Hollywood trat sie als Jazzsängerin auf. 1933 ging sie nach Europa; wo sie bei Max Reinhardt Schauspiel studieren sollte. Stattdessen trat sie als Sängerin in Nachtlokalen auf, ab 1934 in Budapest. In Athen verübte sie im Mai 1934 einen Selbstmordversuch, angeblich weil ihr Vater, der sie mit Hilfe eines Privatdetektivs aufgespürt hatte, ihr die Auftritte verbieten wollte. Im September 1934 trat sie in Wien auf. Europäische Zeitungen veröffentlichten Artikel, in denen sie noch unter ihrem Namen Kertesz beispielsweise über die Dreharbeiten ihres Vaters für Captain Blood und über ein Treffen mit Marlene Dietrich berichtete. Ende der 1930er-Jahre studierte sie am City College of New York, kehrte dann ohne ihres Vaters Wissen nach Hollywood zurück und verübte einen weiteren Selbstmordversuch. Auf ihr gespanntes Verhältnis zu ihrem Vater wird ausführlich in Tamás Yvan Topolánszkys Film Curtiz von 2018 eingegangen, der 1940 spielt und von Michael Curtiz' Dreharbeiten an Casablanca handelt. Kitty Curtiz wird darin von Evelin Dobos dargestellt.
Später arbeitete sie, in Woodland Hills (Los Angeles) lebend, nacheinander für Los Angeles' Bürgermeister Sam Yorty und Tom Bradley und wurde 1970 von den Daughters of the American Revolution für ihr Engagement geehrt.
Schließlich lebte sie in Gars am Kamp im Waldviertel, Niederösterreich; das Waldviertel wurde auch Thema eines ihrer Bücher, das 1999 erschien. Curtiz, die perfekt Spanisch sprach, bereiste mehrmals Spanien; in einem spanischen Verlag erschienen Anfang der 2000er-Jahre zwei von ihr verfasste deutschsprachige Gedichtbände. Sie starb 2006 in Krems an der Donau.

## Werke
- 1982: my cyprus : the golden times and the bitter times. Selbstverlag.[13]
- 1999: Erlebte Natur. Das Waldviertel im Wandel der Jahreszeiten. Idea, Schrems 1999.[13]
- 2000: Blut und Liebe: lyrische Impressionen aus meinem spanischen Tagebuch. Ed. Alhulia, Salobreña (Granada) 2000, ISBN 84-95136-39-2
- 2003: Wien ist auch nicht anders. Ed. Alhulia, Salobreña (Granada) 2003, ISBN 84-96083-06-3